# ملك النسور
ملك النسور أو الزُّمَّاح الملكي (بالإنجليزية: King Vulture) طائر كبير يعيش في أواسط وجنوب أمريكا. يعيش هذا النسر في الغابات الاستوائية المنخفضة الممتدة من جنوب المكسيك إلى شمال الأرجنتين، وهو النوع الوحيد الذي ما زال موجودًا من جنس الزماح. وينبغي الإشارة إلى أن ملك النسور من النسور التي تتغذى على الجيفة، وهو في الغالب يقوم بالتغذي قبل غيره على لحم الجثة المتوفاة. ومن المعروف أن ملك النسور يعيش أكثر من ثلاثين عاما (تحت أسر الإنسان).

## الشكل والمظهر
ملك النسور كبير الحجم ويغلب عليه اللون الأبيض، أما رقبته وريش ذيله وأجزاء من أجنحته فلونها سكني إلى أسود. رأسه ورقبته أصلعان، ويكون لون الجلد عليهما متنوعا بين الأصفر والبرتقالي والأزرق والأرجواني والأحمر. لدى ملك النسور لحمية صفراء ملحوظة تقع على منقاره.
املك النسور هو أكبر نسور العالم الجديد، حيث يبلغ طوله الكلي من 67 إلى 81 سم، والمساحة بين طرفي جناحيه 1.2 إلى 2 متر، أما كتلته فتتراوح بين 2.7-4.5 كغم. إن قزحية عين ملك النسور بيضاء ومحاطة بصلبة حمراء ساطعة، وعلى عكس غيره من نسور العالم الجديد فإن ملك النسور يفتقر إلى الرموش. كما أنه يملك سيقانا سكنية ومخالب سميكة وطويلة.

## الغذاء
يتغذى ملك النسور على الجيفة أو الحيوانات الميتة، وعلى عكس غيره من نسور العالم الجديد، فإنه لا يقوم بقتل الحيوانات المريضة أو المحتضرة من أجل الغذاء. أما عندما يجد حيوانا ميتا، فإنه يحل محل كل النسور الأخرى، أي تكون له الأولوية في البدء بتناول الطعام، وسبب ذلك هو حجمه الكبير ومنقاره القوي. ومن الجدير بالذكر أن ملك النسور قد يتناول بعض أنواع الفاكهة الساقطة من أشجار النخيل إذا كانت الجيف قليلة أو معدومة. وهو طائر بيوض